# Picramnia reticulata
Picramnia reticulata är en tvåhjärtbladig växtart som beskrevs av August Heinrich Rudolf Grisebach. Picramnia reticulata ingår i släktet Picramnia och familjen Picramniaceae. Inga underarter finns listade.